# Servicios de renuncia
Los servicios de renuncia (退職代行サービス Taishoku daikō sābisu?)  son un tipo de servicio ofrecido por empresas japonesas que comunican los planes de renuncia de los empleados a sus empleadores. El servicio se utiliza para evitar problemas a la hora de renunciar. El uso de servicios de renuncia aumentó desde 2017, y las empresas han aumentado los salarios junto con otros beneficios para evitar la pérdida de recursos humanos. Se han producido debates sobre si los servicios de dimisión realizados por personas que no son abogados son ilegales, aunque los límites de la Ley de Abogados en dicho país no están claramente definidos.

## Descripción
El servicio normalmente informa a la empresa del usuario sobre las intenciones de dimisión del usuario en su nombre. Algunos proveedores de servicios ofrecen la posibilidad de dimitir con asistencia en el plazo de un día para casos limitados, aunque normalmente se envía un aviso con dos semanas de antelación. El servicio es utilizado con mayor frecuencia por las generaciones más jóvenes, con un 60% de usuarios entre 20 y 30 años. El uso del servicio puede costar hasta 50 000 yenes.
El servicio se utiliza comúnmente para evitar problemas a la hora de renunciar, como cuando las empresas se niegan a dejar que los empleados renuncien. Los problemas de salud mental y la falta de motivación después de largas vacaciones como la Golden Week también son algunas de las razones para utilizar los servicios de dimisión. Otras razones citadas son el acoso por parte de los jefes, las presiones para no utilizar las vacaciones pagadas y grandes cantidades de horas extras no remuneradas.
Los servicios de renuncia existen desde finales de la década de 2000 en Japón, aunque comenzaron a ser reconocidos y utilizados entre la gente después de 2017. A partir de 2025, más de 100 empresas ofrecerán servicios de renuncia. Las empresas han aumentado los salarios y otros beneficios para evitar que los empleados renuncien a través de agencias de renuncia.

## Problemas y críticas
El uso del servicio ha sido acusado de dañar la reputación de las empresas y de los empleadores, ya que los trabajadores pueden etiquetarlos como una empresa negra basándose en las estadísticas.
Algunas personas han criticado que personas que no son abogados presten estos servicios, considerándolo una violación del artículo 72 de la Ley de Abogados de Jaón, ya que a quienes no son abogados se les prohíbe negociar cuestiones legales en nombre de otros a cambio de un pago en Japón. Debido a esto, quienes no son abogados y brindan servicios de renuncia solo pueden explicar los motivos por los cuales el empleado renuncia, responder preguntas de los empleadores e informar a los empleadores sobre la intención del usuario de renunciar. La mayoría de las agencias de renuncia cooperan con abogados o sindicatos para evitar riesgos legales.